# X-55 (БПЛА)
X-55 — армянский беспилотный летательный аппарат (БПЛА), состоящий на вооружении ВВС Армении.

## История
Проектирование беспилотного летательного аппарата модели X-55 началось инженерами из Армении в 2012 году. В качестве первоначальной базы авиастроителями была использована конструкция БПЛА Крунк, который весьма эффективно смог себя зарекомендовать, однако, если модель Крунк носила исключительно военное назначение, то беспилотный летательный аппарат модели X-55 подходил и для военных, и для гражданских целей. Первые боевые испытания начались в апреле 2014 года.
Впервые X-55 был представлен на выставке оборонной промышленности Армении 23 марта 2015 года. Это один из четырёх армянских беспилотников, выпущенных оборонной промышленностью страны. Предыдущими созданными БПЛА были Крунк, Базе, Азнив.
Катапультный пуск и парашютная посадка аппарата дают большое преимущество перед «Крунком», для применения которого требовалась взлётно-посадочная полоса.
БПЛА X-55 может производить полёты на больших высотах, данную модель логично считать малозаметной, что отнюдь немаловажно при военном применении беспилотника.
Данный беспилотный летательный аппарат оборудован двигателем внутреннего сгорания, что делает это средство более надёжным и эффективным по сравнению с БПЛА оснащёнными электрическими двигателями. Максимальная высота полёта данной модели составляет 4500 метров, что обеспечивает выполнение практически всех поставленных целей, связанных с исследованием заданных областей и районов.
Для обеспечения наблюдения и патрулирования, на беспилотном летательном аппарате X-55 установлена турельная камера, позволяющая передавать чёткое изображение, непосредственно, на пульт управления. Максимальная дальность следования БПЛА X-55 ограничивается дистанцией в 320 километров, что весьма приемлемо, учитывая сферу применимости данного беспилотника.

## Технические характеристики
- Экипаж: 0 (беспилотный)
- Вместимость: 50 кг
- Длина: 3.8 м
- Высота: 0,94 м
- Размах крыла: 2,62 м
- Крейсерская скорость: 100 км/ч.
- Максимальная скорость: 130 км/ч.
- Максимальная дальность полёта: 320 км
- Максимальная высота полёта: 4500 м

## Army-55M
Army-55M — это модернизированный вариант X-55. Бортовые системы аппарата построены на новейшей элементной базе и включают: малошумящий двигатель, мощный процессор, GPS-приёмники, инерциальную навигационную систему, систему обработки данных телеметрии, геоинформационная система реального времени. Данный БПЛА может оснащаться качественным тепловизором. Крейсерская скорость составляет 100—130 км/ч., максимальное время полёта: до 4-х часов. Максимальная дальность связи с оператором составляет 100 км, при необходимости разведка может вестись и в глубине территории противника с заходом на 150—200 км.

## Боевое применение
В июле 2020 года во время столкновений на армяно-азербайджанской границе использовался армянской стороной, согласно сообщению Министерства обороны Азербайджана, 16 июля при попытке осуществить разведывательный полет над азербайджанскими позициями был сбит ВС Азербайджана. Были также опубликованы снимки уничтоженного БПЛА.
которые представлены на снимках.
22 июля Министерство обороны Азербайджана заявило об уничтожении подразделениями ПВО Азербайджана ещё одного армянского тактического БПЛА «X-55» над селом Агдам Товузского района и опубликовало фотографии обломков.

## Страны-эксплуатанты
- Армения